# جوزيبي غاريبالدي

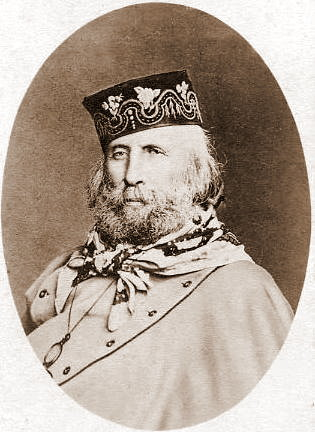
Giuseppe Garibaldi by Pacifico Tagliacozzo of Rome, 1875

جوزيبي غاريبالدي ولد في مدينة نيس في 4 يوليو 1807، كان والده صائدا للسمك، وبالرغم من من صغر سنه، فقد هيأ لإبنه تعليما طيبا، ولعل هدفه من ذلك كان إعداده للانخراط في سلك رجال الدين. ولكن جوزيبي غاريبالدي صمم على اختيار حياة البحر، ونجح فعلا في عمله كبحار تجاري.

## جوزيبي غاريبالدي المحارب
في خلال رحلاته العديدة، تشبعت نفسه بالمثل الوطنية وبالحب لوطنه إيطاليا. وكغيره من شباب ذلك العصر، انخرط في زمرة حركة إيطاليا الفتاة. وكان قد انضم لأسطول سردينيا البحري، ليجذب من بين أفراده متطوعين لنصرة القضية الوطنية. وفي عام 1834، كان من المفروض أن يحكم عليه بالإعدام لاشتراكه في محاولة للاستيلاء على جنوا، غير أنه هرب إلى مارسيليا، ومنها إلى أمريكا الجنوبية. وبدافع من تقديسه للحرية، عرض خدماته على حكومة ريو گرانده، التي كانت ثائرة على الديكتاتور البرازيلي، وقد أظهر جوزيبي غاريبالدي مهارة فائقة في حرب العصابات، وكجندي متطوع، وإن كان أمره قد انتهى بوقوعه في الأسر.
وعندما قبض عليه في أثناء محاولته للفرار، حكم عليه بأن يظل معلقا من يديه لمدة يومين. ولكن ذلك لم يفت في عضده، فحاول الهرب مرة ثانية، وفي هذه المرة كان هربه مع زوجته ورفيقة كفاحه في مغامراته السابقة بأمريكا الجنوبية، وهي أنيتا ريڤييرا دي سيلڤا.
مكث جوزيبي غاريبالدي مع زوجته في أمريكا الجنوبية، حيث زاول العديد من الأعمال، مثل رعي الماشية، والسمسرة في تجارة السفن، إلى تدريس الحساب. وفي عام 1842 ساعد أهالي مونتڤيديو في ثورتهم ضد طاغية بوينس أيرس، وتميز بمقدرته الحربية ولكنه ظل يعاود الحنين لوطنه.

## الصراع من أجل إيطاليا

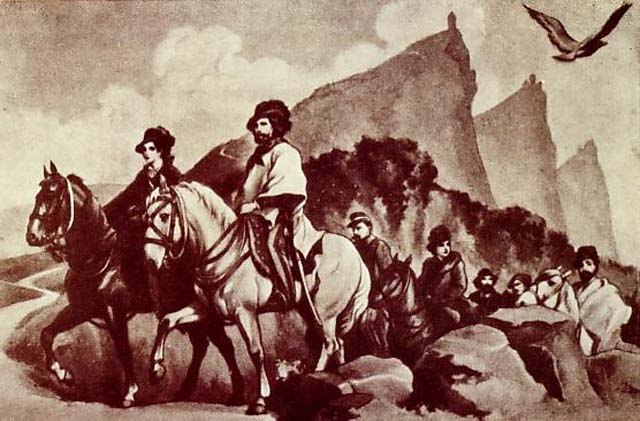
Giuseppe and Anita Garibaldi fleeing to San Marino.

وهنا أصبح جوزيبي غاريبالدي العملاق الملتحي ذو القميص الأحمر الزاهي معروفا للجميع، في الوقت الذي أصبح فه البابا بيوس التاسع وذلك سنة 1846. وفي الحال عرض جوزيبي غاريبالدي خدماته على البابا التحرري ولكن العرض لم يقابل بالقبول. وعلى كل حال فقد عاد جوزيبي غاريبالدي لوطنه إيطاليا في يونيو 1848، فوجد بلاده في خضم حرب وطنية عظيمة ضد النمسا. فقدم متطوعا للقتال في صفوف قوات كارلو ألبرتو ملك سردينيا ولكن مرة أخرى رفض طلبه.
كان النمساويون متفوقين في قواتهم على الإيطالين. وبعد أن فشلت ثورة سردينيا، كون جوزيبي غاريبالدي فرقة من المتطوعين، حرب بهم بشجاعة ضد النمسا على الحدود السويسرية. ولكن محاولتهم كانت فاشلة ومرة أخرى عادت السيطرة النمساوية تفرض نفسها بإحكام على إيطاليا.
وفي عام 1849 انضم جوزيبي غاريبالدي للحكومة الثورية في روما، وهي التي قامت بخلع البابا، وأصبح بذلك يقاوم قوات الثوار، الذين سبق أن بذل جل جهده لمعاونتهم. وقد حارب جوزيبي غاريبالدي في صفوف قوات الحكومة الجمهورية في روما، التي تمكنت من التغلب على القوات الفرنسية والتي كانت قد جاءت لإعادة السلطة البابوية. ولكن سرعان ما اضطرت الجمهورية إلى طلب الهدنة، وحاصرت القوات الفرنسية روما. وفي 3 يوليو اضطر جوزيبي غاريبالدي لترك موقعه والانسحاب أمام مطاردة النمساويين إلى أن وصل إلى شاطئ الأدرياتيكي وهناك توفيت زوجته ودِفنت.
وهنا جاء وقت الحساب بين سردينيا، التي كانت قد عقدت صلحاً مع النمسا وفرنسا، وبين جوزيبي غاريبالدي الذي لا يقهر، وقد صدر أمر في سردينيا بالقبض عليه، وطلب منه مغادرة إيطاليا، فرحل إلى نيويورك، حيث بقى بها مدة 18 شهراً، يعمل صانعاً للشموع قبل أن يعود للعمل في السفن التجارية.

## حرب التحرير
في عام 1854، بدأ جوزيبي غاريبالدي حياة جديدة كمزارع في جزيرة كابريرا، ولكن نشوب حرب الاستقلال الإيطالية بعد ذلك بخمس سنوات، دعاه مرة أخرى لتلبية نداء الواجب. فقد استدعاه كاڤور إلى تورينو، وهناك ظهرت كفاءته مرة أخرة كمحارب، ولكن النزاع عاد بينه وبن سردنيا. وكان هدف كاڤور إنشاء الوحدة بين مناطق محدودة في شمال إيطاليا. ولكن جوزيبي غاريبالدي بما طبع عليه من بساطة، كان رد أكثر من ذلك، وأبدى امتعاضه لعدم السماح له باستمرار زحفه إلى روما. وعندما ثار شعب صقلية ضد حاكمهم وجد جوزيبي غاريبالدي في ذلك فرصة طيبة فانضم إليهم ونزل بفرقته في مايو 1860 وبعد ثلاثة شهور كانت جزيرة صقلية قد حررت وفي أكتوبر كان جنوب إيطاليا قد خلع حاكمه وعُيِّن فيكتور عمانويل ملكاً على سردينيا.

## مؤامرات في الداخل
استمر الصراع بين جوزيبي غاريبالدي وحكومة إيطاليا الجديدة وكان لا يزال يرغب في الزحف على روما وقد تملّكه غضب جامح لرفض الحكومة تجنيد أفراد فرقته غير النظاميين في صفوف الجيش النظام، فعاد مرة أخرى إلى مزرعته في كابريرا، وإن كان ذلك لا يعني أن حياته العامة قد انتهت.
وفي عام 1862 أتته الفرصة وزحف على روما وقد وقع أسيراً وأصيب بجرح بالغ في قدمه، ولكن بعد شهرين قضاهما في السجن، سُمح له بالعودة إلى كابريا. وقد ظلت حاسته للديمقراطية لا يشوبها فتور، فقام بزيارة إنجلترا لتأييد قضية الدانمارك ضد روسيا والنمسا. وفي عام 1866 نشبت الحرب النمساوية الروسية وحارب جوزيبي غاريبالدي ضد النمساويين في منطقة التيرول، وبالرغم من أن دوره في العمليات لم يكن متميزاً، إلا أن هزيمة النمسا كانت تعني النزول عن البندقية لإيطاليا.

## المحاولات الأخيرة في سبيل الوحدة
قام جوزيبي غاريبالدي في العام التالي، بآخر محاولة للزحف على روما. ومرة أخرى قبضت عليه الحكومة الإيطالية، ولكنه تمكن من الهرب وكوَّن فرقة من المتطوعين، هزم بها القوات البابوية في أكتوبر 1867، غير أن القوات الفرنسية اكتسحته تماما في الشهر التالي. ومع ذلك فقد سُمح له مرة أخرى بالعودة إلى كابريا. ثم كانت الحرب الفرنسية الروسية فرصة جديدة أمامه للتدخل في حضن السياسة الأوروبية. وقاتل بشجاعة بالرغم من من المصاعب التي كانت تواجهه ونوبات الروماتيزم التي بانت تلاحقه. وتم فعلا انتخابه عضوا في مجمع بوردو.

## ظلام إجباري
وإلى هنا كان جوزيبي غاريبالدي قد أوشك المرض أن يقعده. وفي الفترة بين عامي 1870 - 1872، نشر ثلاث روايات وفي السنوات الباقية من عمره، رفض أن يقبع في زوايا النسيان، فكانت النشرات والكتيبات تنساب من تحت قلمه، وإن كانت في معظم الأحوال غير واضحة، يناقض بعضها بعضها. من ذلك أنه قد يمتدح حكومة فيكتور عمانويل في إحدى الفقرات، وفي الفقرة التالية يطالب بقيام الجمهورية في إيطاليا، كما أصبحت أفكاره السياسية التي تتسم بالمبالغة في البساطة أكثر وضوحا.
- توفي جوزيبي غاريبالدي في يونيو 1882، وكانت لوفاته رنة حزن في جميع أنحاء العالم. لم تكن مقدرته خارقة، وهو حتى كجندي، لم يكن أكثر من قائد ماهر لجنود غير نظاميين، ولكن كرمز لعصر الوطنية، نجح في اكتساب إعجاب الأحرار في كل مكان، وكان له دوره في خلق أوروبا الحديثة.

## روابط خارجية
- جوزيبي غاريبالدي على موقع الموسوعة البريطانية (الإنجليزية)
- جوزيبي غاريبالدي على موقع إن إن دي بي (الإنجليزية)